# Winston Reid
Winston Wiremu Reid (n. 3 iulie 1988, Auckland, Noua Zeelandă) este un fotbalist danezo-neozeelandez retras din activitate, care a evoluat pe poziția de fundaș și este fost component al echipei naționale de fotbal a Noii Zeelande.